# Francisova turbína

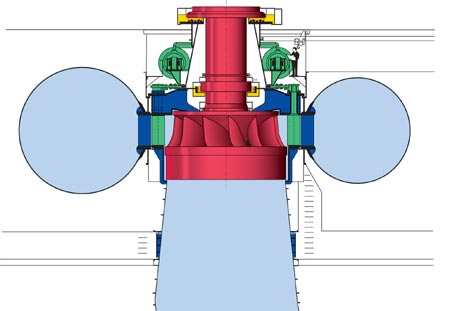
Francisova turbína (courtesy Voith-Siemens)

Francisova turbína je typ vodní turbíny, vyvinutý Jamesem B. Francisem v roce 1849. Jedná se o přetlakovou turbínu. Má dvě varianty podle uložení hřídele a to vertikální a horizontální. Francisovy turbíny dnes patří mezi nejpoužívanější. Používají se především pro produkci elektrické energie. Jedná se o turbínu, která využívá spád 1–734 m, ale nejefektivnější je pro spády 100–300 m.

## Historie
V minulosti často používané vodní kolo sloužilo jako pohon pro mlýny nebo hamry. Jeho nevýhodou byla ale nedostatečná účinnost. V 19. století se podařilo jeho účinnost zvýšit natolik, že vodní turbína mohla úspěšně soupeřit s parním strojem.
V roce 1826 Benoit Fourneyron vyvinul vysoce účinnou (80 %) vodní turbínu, kde voda vtékala na oběžné kolo tangenciálně. Jean-Victor Poncelet vyvinul v roce 1820 turbínu na podobném principu. S. B. Howd získal v USA v roce 1838 patent pro další turbínu tohoto typu.
V roce 1848 James B. Francis vylepšil tyto předchozí turbíny a podařilo se mu dosáhnout celkové 90% účinnosti. Pomocí vědeckých postupů a množství pokusů a měření vytvořil maximálně účinnou turbínu. Jeho metody výpočtů a měření navíc značně pozvedly technologii návrhu a stavby turbín. Pomocí jeho analytických metod lze navrhnout maximálně účinnou turbínu, která bude přesně odpovídat požadavkům na konkrétní zařízení.

## Princip činnosti
Francisova turbína je přetlaková turbína, což znamená, že pracovní kapalina během své cesty strojem mění tlak a přitom odevzdává svou energii. Oběžné kolo (rotor) turbíny se nachází mezi vysokotlakým přívodem a nízkotlakou savkou většinou v patě přehrady.
Vstupní potrubí má tvar spirály. Voda je pomocí věnce rozváděcího kola (tangenciálně) směřována na oběžné kolo. Lopatky rozváděcího kola jsou někdy konstruovány jako stavitelné, aby se turbína mohla (do určité míry) přizpůsobit různému vodnímu průtoku. Z oběžného kola vystupuje voda ve směru osy otáčení (axiálně).
Jak voda prochází oběžným kolem, její rotační rychlost se zmenšuje a zároveň odevzdává energii oběžnému kolu. Tento efekt (spolu s působením samotného vysokého tlaku vody) přispívá k efektivitě turbíny.

## Použití
Francisovy turbíny se používají k výrobě elektrické energie ve vodních elektrárnách, vhodné jsou pro střední stabilní průtoky a střední spády (40–600 m). Výhodné jsou i pro přečerpávací vodní elektrárny, kde lze turbínu v reverzním režimu použít jako čerpadlo. Například vodní elektrárna Dlouhé stráně používá dvě Francisovy turbíny, největší reverzní turbíny v Evropě, každou o výkonu 325 MW.

## Galerie

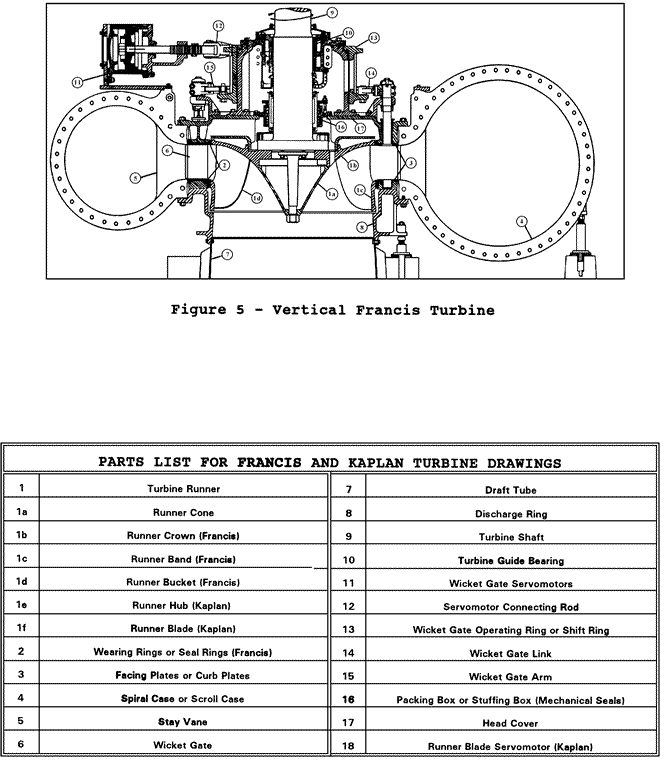
Části Francisovy turbíny
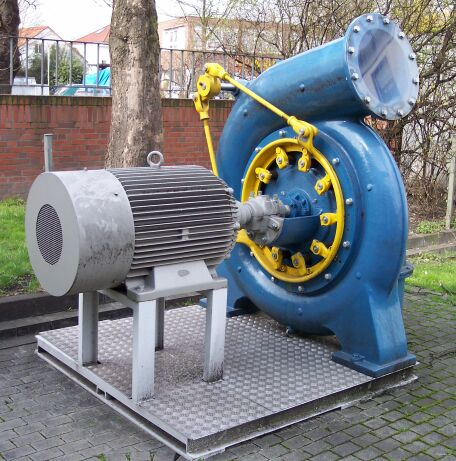
Francisova turbína s generátorem
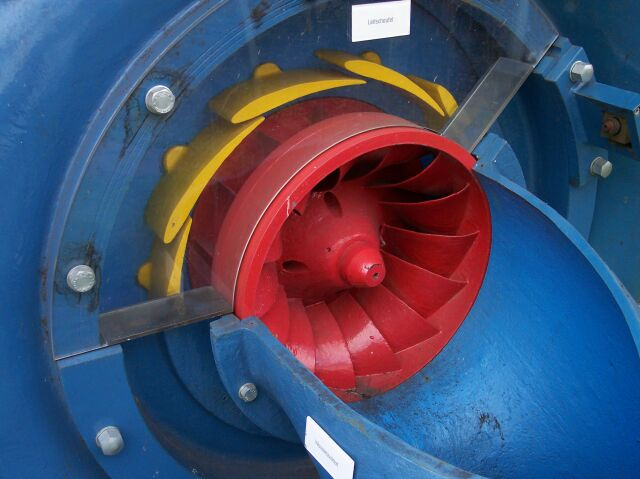
Rozváděcí lopatky nastavené na malý průtok (řez)
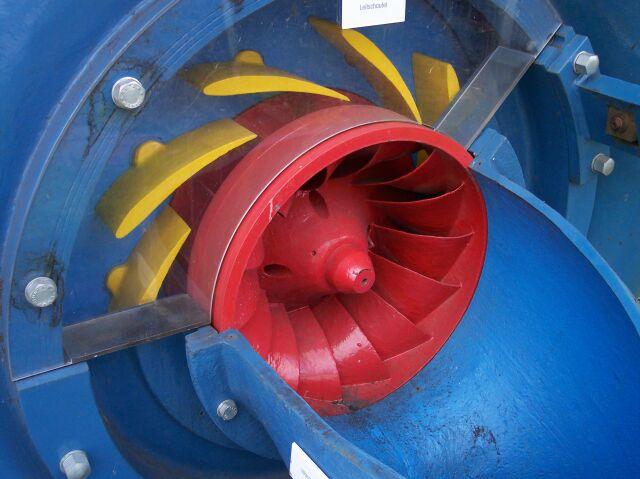
Rozváděcí lopatky nastavené na plný průtok (řez)
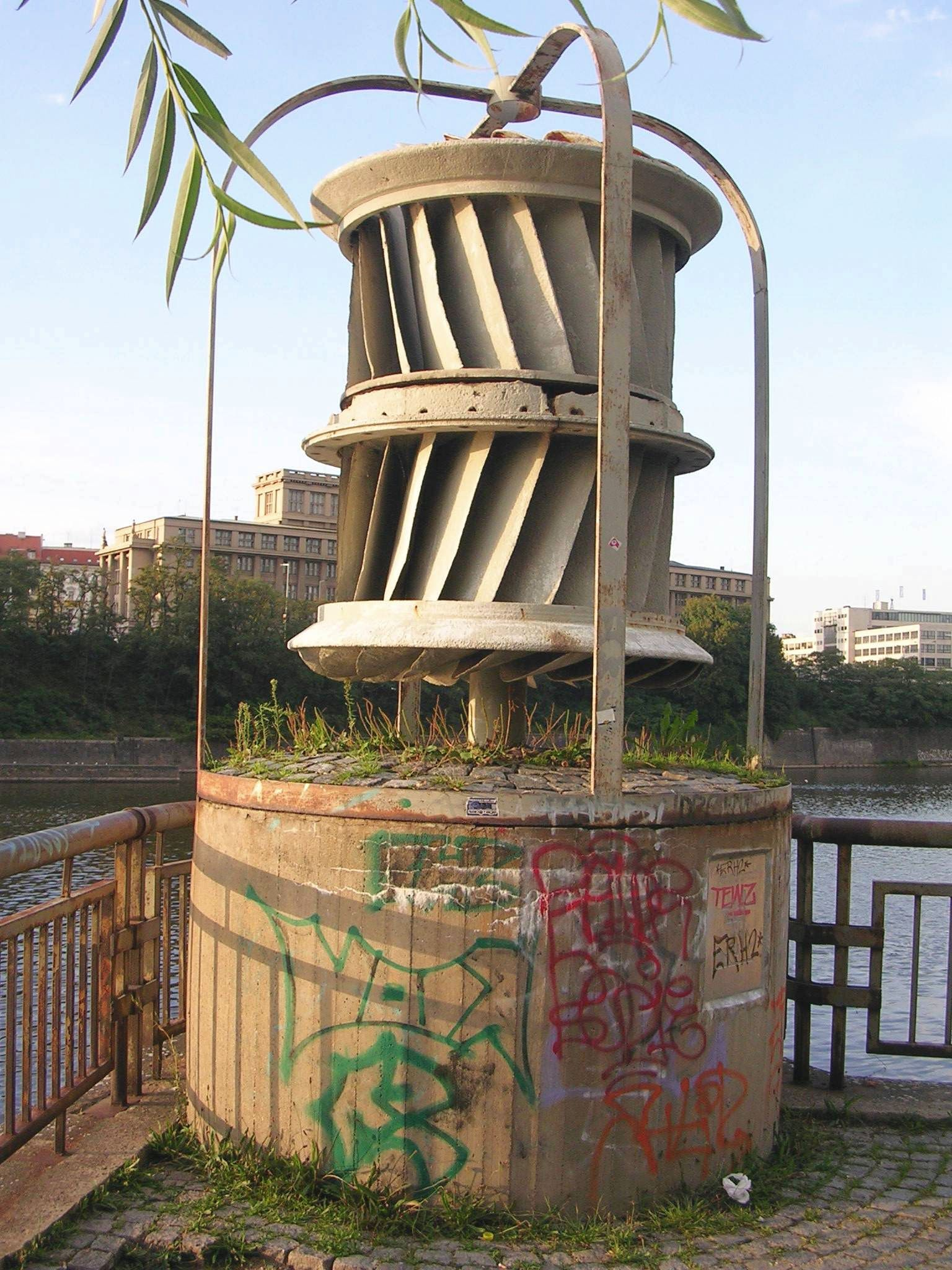
Jeden ze tří stupňů původní turbíny (645 HP) elektrárny Štvanice
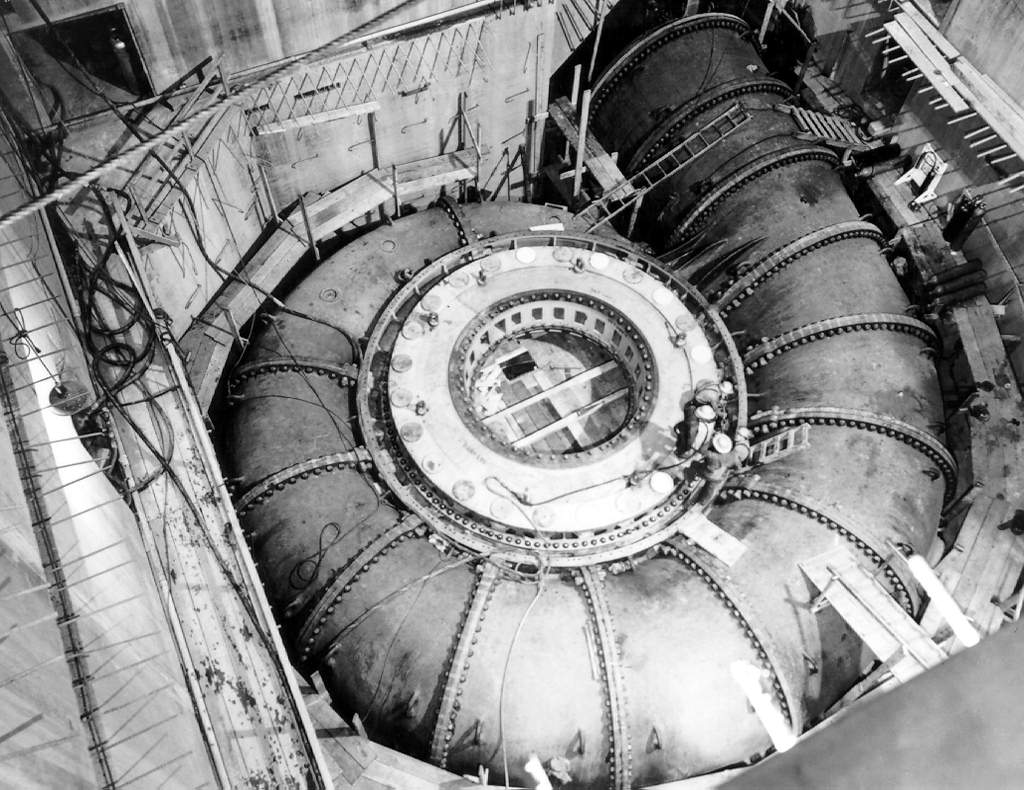
Vstupní potrubí (přehrada Grand Coulee)
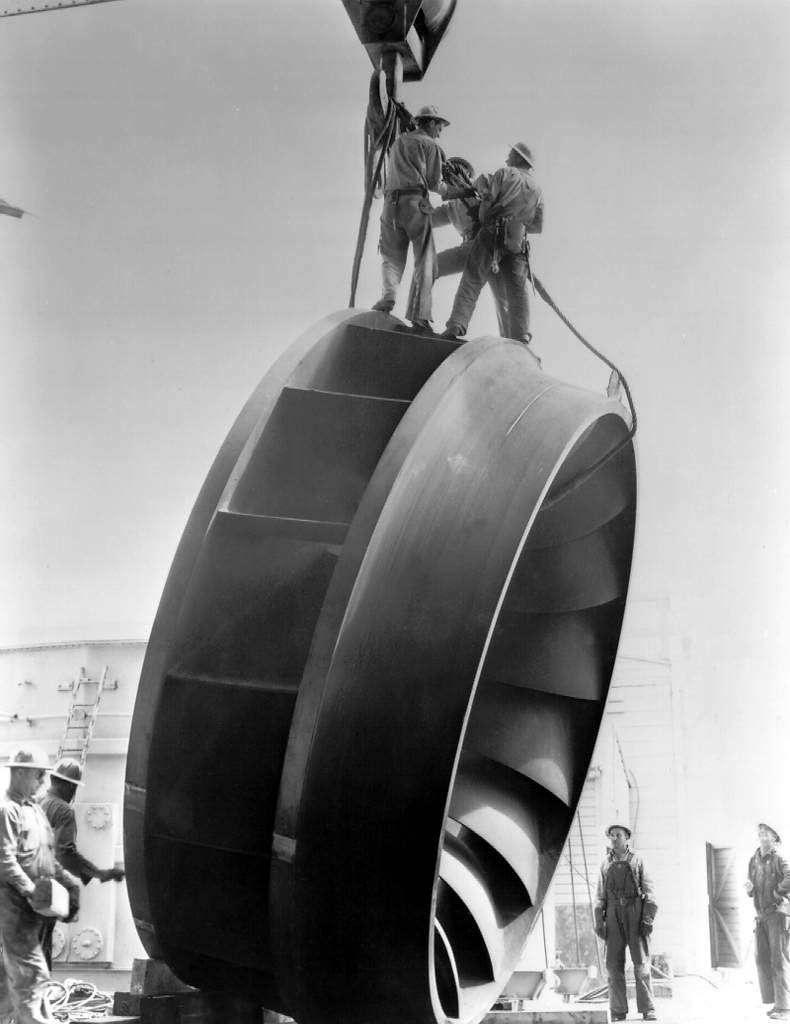
Oběžné kolo (přehrada Grand Coulee)